# Azmidiske
Azmidiske o Asmidiske (ξ Puppis / ξ Pup / 7 Puppis) es la séptima estrella más brillante de la constelación de Puppis, con una magnitud aparente de +3,34. No debe de confundirse con la cercana Aspidiske (ι Carinae), de nombre similar.
Azmidiske es una supergigante amarilla de tipo espectral G6Ia y 4990 K de temperatura efectiva que se encuentra a unos 1300 años luz de distancia del sistema solar. Con una magnitud absoluta de -4,74, es 8300 veces más luminosa que el Sol.
Su diámetro es 120 veces más grande que el del Sol —equivalente a 0,57 UA— y su masa es unas 8 o 10 veces mayor que la masa solar. Dentro de su evolución estelar puede estar creciendo y enfriándose para convertirse en una supergigante roja o, por el contrario, después de haber pasado por la fase de supergigante roja puede estar contrayéndose y calentándose. No se sabe con certeza si está en una u otra etapa evolutiva. Su contenido en metales en relación con el de hidrógeno es muy alto, un 60% mayor que en el Sol.
Hay cierta evidencia de que Azmidiske tiene una compañera cercana a solo 2 UA con un período orbital de un año. Mucho más alejada, a 5 segundos de arco, existe una estrella de magnitud 13 análoga al Sol que orbita al menos a 2000 UA y que emplea 26 000 años en dar una vuelta completa.